# Feliza Bursztyn
Feliza Bursztyn (ur. 8 września 1933 w Bogocie, Kolumbia, zm. 8 stycznia 1982 w Paryżu, Francja) – kolumbijska rzeźbiarka.
Urodziła się w rodzinie Jakuba i Chai Bursztynów, polskich Żydów, którzy w 1931 wyemigrowali do Ameryki Południowej i osiedli w Bogocie, a obywatelstwo kolumbijskie otrzymali w 1936. Studiowała malarstwo w Art Students League of New York i rzeźbę w Académie de la Grande Chaumière w Paryżu. Od 1960 pod wpływem Césara Baldacciniego zaczęła tworzyć używając do realizacji swoich prac złomu żelaznego i metalowych odpadów fabrycznych, powstawały z tego kompozycje przestrzenne i instalacje. Stworzona w 1965 rzeźba „Mirando al norte” /„Patrząc na północ”/ zdobyła pierwsze miejsce w XVI Wystawie Sztuki. Trzy lata później zaczęła stosować w swojej twórczości zasady kinetyki. Instalacja Felizy Bursztyn z 1971 zatytułowana „Homenaje a Gandhi” („Pamięci Gandhiego”) została ustawiona przy jednej z ulic w Bogocie. W drugiej połowie lat 70. kolejne dwie instalacje zostały umieszczone w przestrzeni publicznej Bogoty, są to rzeźba „Andromeda” i fresk „La última cena” /„Ostatnia wieczerza”/. Jej pracownia była miejscem spotkań kolumbijskiej inteligencji, bywali tam Gabriel García Márquez, Alejandro Obregón, Marta Traba, Álvaro Cepeda Samudio, Santiago García, Jorge Gaitán Durán, Fernando Martínez Sanabria i Hernando Valencia Goelkel. W 1981 została posądzona przez rządzący Ruch 19 Kwietnia, że w swojej pracowni wytapia elementy broni dla działającej w ukryciu opozycji. Wielokrotnie przesłuchiwana postanowiła emigrować, jako powód podała rehabilitację po przebytym rok wcześniej wypadku samochodowym. W połowie 1981 artystka wyemigrowała do Francji, gdzie po krótkim pobycie zmarła w wieku 49 lat. Swoje prace podarowała kolumbijskiemu Ministerstwu Kultury i Muzeum Narodowemu w Bogocie.
Jej siostrą jest wybitna kolumbijska biochemiczka Hela Bursztyn-Pettegrew.